# Henri Belle
Henri Belle (* 25. Januar 1989 in Douala) ist ein kamerunischer Fußballspieler. 

## Karriere
Belle begann seine Profikarriere 2007 bei Cotonsport Garoua und wechselte nach zwei Spielzeiten zu Union Douala. Hier wurde er eineinhalb Spielzeiten lang eingesetzt und anschließend für die Rückrunde der Saison 2009/10 an den schwedischen Klub Örebro SK ausgeliehen. 
Im Frühjahr 2011 wechselte er zum kroatischen Verein NK Istra 1961. Nach eineinhalb Spielzeiten zog er innerhalb der Liga zu RNK Split weiter. Zur Saison 2015/16 wechselte Belle in die türkische TFF 1. Lig zum Aufsteiger Boluspor. Im Dezember 2015 verließ er diesen Verein wieder. Es folgten bis 2019 Jahre, in denen sich Halbjahresengagements mit Vereinslosigkeit abwechselten und Belle in Belarus, Tunesien und Kamerun spielte. 2019 konnte er mit dem nordzyprischen Verein Cihangir SK, der in der Kuzey Kıbrıs Süper Ligi spielt, einen Club finden, bei dem er fast 3 Jahre blieb. Dann folgte der Wechsel zum Three Star Club nach Nepal.